# HiFi Banda
HiFi Banda – polska grupa muzyczna wykonująca hip-hop. Powstała w 1998 roku w Warszawie. Od 2005 roku skład zespołu tworzą producent muzyczny Aleksander „Czarny HIFI” Kowalski, raperzy Patryk „Diox” Skoczylas i  Wojciech „DJ Kebs” Męclewski.

## Historia
Grupa powstała w 1998 roku w Warszawie z inicjatywy rapera Patryka „Diox'a” Skoczylasa i producenta muzycznego Aleksandra „Czarnego HIFI” Kowalskiego. Następnie skład uzupełnił Wojciech „DJ Kebs” Męclewski. Jako trio formacja zarejestrowała debiutancki minialbum pt. EP, który ukazał się kwietniu 2005 roku nakładem samego zespołu. Gościnnie na płycie wystąpił raper Łukasz „Hades” Bułat-Mironowicz, który w następstwie został oficjalnym członkiem grupy.
23 listopada 2008 roku ukazał się debiutancki album zespołu pt. Fakty, ludzie, pieniądze – 5 minut mixtape. Nielegal został udostępniony bezpłatnie w internecie w formie digital download, był także dostępny w niewielkim nakładzie na płycie CD. Gościnnie w nagraniach wzięli udział m.in. Jędker Realista, Emazet, Procent oraz Młody M. Materiał był promowany teledyskiem do utworu „Od lat dla sportu”. Rok później ukazał się mixtape HiFi Bandy Gotowi na rajd zrealizowany wraz z formacją DwaZera. W 2010 roku formacja wzbudziła zainteresowanie wytwórni muzycznej Prosto wraz z którą podpisała kontrakt wydawniczy.
16 kwietnia, także 2010 roku ukazało się wznowienie debiutu grupy. Na reedycji znalazło się o jeden utwór mniej w stosunku do pierwszego wydania. Zmianie uległa także poligrafia oraz kolejność utworów. W ramach promocji zostały zrealizowane kolejne teledyski, w tym do utworów: „Mieli być tu”, „Puszer” i „Kontroluję majka”. 8 listopada tego samego roku, ponownie nakładem firmy Prosto ukazał się drugi album zespołu zatytułowany 23:55. Wśród gości na płycie znaleźli się m.in. Sokół, Chada, Fokus, W.E.N.A. oraz Tede. W ramach promocji do utworów „A my”, „Siemano Polska” i „Ptaki” powstały teledyski.
Zespół został drugim w historii artystą VIP telewizji VIVA Polska i portalu Muzodajnia.pl (pierwszym z gatunku hip-hop).

## Dyskografia
Albumy
| Rok                        | Dane dot. albumu                                                                               | Pozycja na liście | Sprzedaż        | Certyfikat         |
| Rok                        | Dane dot. albumu                                                                               | POL               | Sprzedaż        | Certyfikat         |
| -------------------------- | ---------------------------------------------------------------------------------------------- | ----------------- | --------------- | ------------------ |
| 2005                       | EP - Data: kwiecień 2005 - Wydawca: brak, nielegal                                             | –                 |                 |                    |
| 2008                       | Fakty, ludzie, pieniądze – 5 minut mixtape - Data: 23 listopada 2008 - Wydawca: brak, nielegal | –                 |                 |                    |
| 2009                       | Gotowi na rajd (oraz DwaZera) - Data wydania: 14 kwietnia 2009 - Wydawca: brak (mixtape)       | –                 |                 |                    |
| 2010                       | Fakty, ludzie, pieniądze (reedycja) - Data: 23 listopada 2008 - Wydawca: Prosto Label          | 48                |                 |                    |
| 2010                       | 23:55 - Data: 8 listopada 2010 - Wydawca: Prosto Label                                         | 13                | - POL: 15 tys.+ | - POL: złota płyta |
| „–” album nie był notowany |                                                                                                |                   |                 |                    |

Single
| Rok  | Tytuł          |
| ---- | -------------- |
| 2010 | „Puszer” (DVD) |
| 2013 | „Otwórz oczy”  |

Inne
| Rok  | Utwór | Album                                          | Źródło |
| ---- | --- | ---------------------------------------------- | ------ |
| 2008 | „Twarze” (gościnnie: HiFi Banda) „Twarze (Czarny Remix)” (gościnnie: HiFi Banda)                                                                           | Nie pytaj o nią – Eldo                         | [ 14 ] |
| 2010 | „Noc nie daje snu” – HiFi Banda | Prosto Mixtape 600V (kompilacja)               | [ 15 ] |
| 2011 | „Nic nie przychodzi łatwo” (gościnnie: HiFi Banda) | De Nekst Best – VNM                            | [ 16 ] |
| 2011 | „Gram żeby wygrać” (gościnnie: HiFi Banda) | Płyta z czarnych płyt – DwaZera                | [ 17 ] |
| 2011 | „Będzie lepiej” (gościnnie: HiFi Banda) | Świadectwo – Frenchman                         | [ 18 ] |
| 2011 | „Więzień opinii” (gościnnie: HiFi Banda) | Czysta brudna prawda – Sokół, Marysia Starosta | [ 19 ] |
| 2011 | „***** skurwiel” (gościnnie: HiFi Banda) | WGW – Chada                                    | [ 20 ] |
| 2011 | „Od do” (gościnnie: HiFi Banda) | Dalekie zbliżenia – W.E.N.A.                   | [ 21 ] |
| 2011 | „Błękit i beton” (gościnnie: PWRD, HiFi Banda) | Made In 2 – Fabuła                             | [ 22 ] |
| 2011 | „Co ty myślałeś?” (gościnnie: HiFi Banda) | Dorzucamy do grilla – Smagalaz                 | [ 23 ] |
| 2012 | „Nigdy nie ustępuj” (gościnnie: HiFi Banda) | Kodex 4 – WhiteHouse                           | [ 24 ] |
| 2012 | „Mieli być tu” – HiFi Banda „Puszer” – HiFi Banda „Między prawdą a betonem” – HiFi Banda (gościnnie: Rakraczej) „Ptaki” – HiFi Banda (gościnnie: Tomasina) | Rap & the City (kompilacja)                    | [ 25 ] |
| 2012 | „Róże z betonu” (gościnnie: HiFi Banda) | Prosto przed siebie – Miuosh                   | [ 26 ] |
| 2012 | „Remis” (gościnnie: HiFi Banda) | Niedopowiedzenia – Czarny HIFI                 | [ 27 ] |
| 2014 | „Puszer” – HiFi Banda (gościnnie: Jędker) | Prosto XV (kompilacja)                         | [ 28 ] |

## Teledyski
| Rok  | Tytuł                                                                     | Reżyseria/Realizacja    | Album                                      | Źródło |
| ---- | ------------------------------------------------------------------------- | ----------------------- | ------------------------------------------ | ------ |
| 2008 | „Od lat dla sportu”                                                       | G2artistic              | Fakty, ludzie, pieniądze – 5 minut mixtape | [ 29 ] |
| 2010 | „Mieli być tu”                                                            | SZ Montage              | Fakty, ludzie, pieniądze                   | [ 30 ] |
| 2010 | „Puszer”                                                                  | Miłosz Hunzvi           | Fakty, ludzie, pieniądze                   | [ 31 ] |
| 2010 | „Kontroluję majka”                                                        | Dwaem Media             | Fakty, ludzie, pieniądze                   | [ 32 ] |
| 2010 | „Puszer (Remix 1)” (gościnnie: Pyskaty, Numer Raz, Kaszalot, Rak, Tede)   | Smoke Story Group / SSG | Puszer                                     | [ 33 ] |
| 2010 | „Puszer (Remix 2)” (gościnnie: VNM, Kosi, Sokół, Ero, Zawodnik, Tomasina) | Smoke Story Group / SSG | Puszer                                     | [ 34 ] |
| 2010 | „A my”                                                                    | DobreKino Studio        | 23:55                                      | [ 35 ] |
| 2011 | „Siemano Polska”                                                          | Letemknow               | 23:55                                      | [ 36 ] |
| 2011 | „Ptaki”                                                                   | ZU Road                 | 23:55                                      | [ 37 ] |
| 2011 | „Sześciogwiazdkowy skurwiel” – Chada (gościnnie: HiFi Banda)              | Toczy Videos            | –                                          | [ 38 ] |
| 2012 | „Między prawdą a betonem” (gościnnie: Raku)                               | Dirt Miron              | 23:55                                      | [ 39 ] |